# Etheostoma cinereum
Etheostoma cinereum är en fiskart som beskrevs av Storer, 1845. Etheostoma cinereum ingår i släktet Etheostoma och familjen abborrfiskar. IUCN kategoriserar arten globalt som sårbar. Inga underarter finns listade i Catalogue of Life.